# 이종민 (1972년)
이종민(李鍾旼, 1972년 12월 25일 ~ )은 전 KBO 리그 두산 베어스의 내야수이다.

## 아마추어 시절
고교 시절 뛰어난 수비력으로 청소년 국가 대표에 발탁되어 활약하였고 준수한 타격 실력도 인정받아 OB 베어스에 입단하게 된다.

## 두산 베어스시절

### 무면허 음주 뺑소니 살인 사건
2군에서 실력을 쌓고 1군으로 올라온 지 얼마 되지 않은 1995년, 구단 회식 후 당시 대선배이자 OB의 대스타였던 강타자 김상호 선수의 강요로 만취 상태에서 김상호의 주차된 차를 혼자 가져오다 음주 단속에 걸려 도주를 하게 된다.
이때 단속 중이던 의무 경찰을 차에 매달고 달려 사망하게 하였고, 살인을 저지르고도 800미터를 더 도주하다가 결국 뒤쫓아온 택시 기사 송진경 씨에 의해 붙잡혔다. 이 사건으로 구속 후 징역을 살게 된다. 당시 감독이었던 김인식 감독이 이종민의 재능을 아깝게 사 OB에 복귀하게 되고 수비 및 대주자 전문 요원으로 화려하지는 않지만 꾸준히 출전하다 외국인 내야수 에드가 케세레스 등에게 밀려 은퇴하게 되는데 1994년 OB 베어스 선수단 집단 이탈 사건의 주동자로 낙인찍힌 것 탓인지 1998년 이후 설 자리를 잃었다. 주로 수비 강화가 필요한 게임 후반에 투입되었다.

## 근황
은퇴 이후 경기도 양주시에 야구 레슨을 하고 있는 것이 확인되었다.

## 참고 자료
- 프로야구선수 이종민, 무면허 운전에 살인 뺑소니